# Maria Cressari
Maria Cressari (Brescia, 27 dicembre 1943) è un'ex ciclista su strada e pistard italiana.

## Carriera
Debuttò nel 1962 e fu campionessa italiana di ciclismo su strada nel 1964, 1968, 1972 e 1973 e di inseguimento su pista nel 1973 e 1974. Giunse seconda ai campionati italiani su strada del 1969 e del 1975.
Nel 1972 ottenne a Città del Messico i record del mondo sui 5 km, 10 km, 20 km e sull'ora percorrendo 41,471 km ed infrangendo il record detenuto per 14 anni dalla lussemburghese Elsy Jacobs. Nel 1974 stabilisce al Velodromo Vigorelli di Milano il record del mondo sui 100 km.
Le tante affermazioni le valsero i soprannomi Merckx in gonnella, Mary supersprint e Mammina volante; l'ultimo dei quali fu ripreso anni dopo per Maria Canins.
Conclusa la carriera da atleta è stata direttore sportivo della nazionale femminile per quattro anni e direttore tecnico della pista per due.

## Palmarès

### Strada
- 1964

Campionati italiani, Prova in linea
- 1968

Campionati italiani, Prova in linea
- 1972

Campionati italiani, Prova in linea
- 1973

Campionati italiani, Prova in linea

### Pista
- 1973

Campionati italiani, Inseguimento
- 1975

Campionati italiani, Inseguimento

## Piazzamenti

### Competizioni mondiali
- Campionati del mondo

Imola 1968 - In linea: 17ª
Zolder 1969 - In linea: 20ª
Leicester 1970 - In linea: 17ª
Gap 1972 - In linea: 12ª
Barcellona 1973 - In linea: 10ª